# Wywenka
Die Wywenka (russisch Вывенка; korjakisch: Энпываям (Enpywajam)) ist ein 395 km langer Zufluss des Beringmeeres im Nordosten der Region Kamtschatka.

## Flusslauf
Die Wywenka hat ihren Ursprung im Korjakengebirge, in dem 389 m hoch gelegenen 2,6 km² großen Gornoje-See. Die Wywenka fließt in überwiegend südwestlicher Richtung entlang der Südostflanke eines Höhenrückens. Bei Flusskilometer 191 mündet der Tylgowajam von links in die Wywenka. Etwa drei Kilometer oberhalb der Einmündung des Tylgowajam befindet sich an dessen rechtem Flussufer der Ort Chailino. Die Wywenka erreicht schließlich 40 km südwestlich der Ortschaft Tilitschiki das Nordwestufer der Korf-Bucht. Die Bucht öffnet sich zum Beringmeer hin. Eine Nehrung trennt das Ästuar der Wywenka vom offenen Meer. Das an der Mündung gelegene Dorf Wywenka wurde während eines Erdbebens im April 2006 teilweise zerstört.
Das Einzugsgebiet der Wywenka befindet sich im Rajon Oljutorski und umfasst eine Fläche von 13.000 km². Der mittlere Abfluss beträgt 202 m³/s. Größere Nebenflüsse der Wywenka sind Tylgowajam von links sowie Maini Lulowajam, Oginrawajam, Tapelwajam, Wetwei, Wetrowajam und Maini Wamtuwaja von rechts.

## Fischfauna
Im Flusssystem der Wywenka kommen u. a. der Buckellachs, der Ketalachs, der Rotlachs und Thymallus mertensii vor.